# 歯科保存学
歯科保存学（しかほぞんがく）は臨床歯学の一分野で、保存修復学、歯内療法学、歯周治療学の総称。単に保存学とよばれることもある。

## 関係する学会
- 日本歯科保存学会
- 日本歯内療法学会
- 日本歯周病学会
- 日本臨床歯周病学会
- 日本磁気歯科学会
- 日本顎口腔機能学会